# ژامبلو ۴۷۸۲
سیارک ۴۷۸۲ (به انگلیسی: 4782 Gembloux، نامگذاری:1980TH3) چهار هزار و هفتصد و هشتاد و دومین سیارک کشف شده‌است که در ۱۴ اکتبر ۱۹۸۰ کشف شد.
قدر مطلق سیارک برابر ۱۲٫۵۰ است.